# Gelatopoiidion
Gelatopoiidion is een geslacht van rechtvleugeligen uit de familie sabelsprinkhanen (Tettigoniidae). De wetenschappelijke naam van dit geslacht is voor het eerst geldig gepubliceerd in 1909 door Zacher.

## Soorten
Het geslacht Gelatopoiidion  is monotypisch en omvat slechts de volgende soort:
- Gelatopoiidion conjungens (Zacher, 1909)